# Hoplolabis asiatica
Hoplolabis asiatica är en tvåvingeart som först beskrevs av Alexander 1918.  Hoplolabis asiatica ingår i släktet Hoplolabis och familjen småharkrankar. Inga underarter finns listade i Catalogue of Life.